# Maria Alice Gerst
 Maria Alice Gerst dos Santos Campos  (Porto Alegre, 23 de abril de 1962) é uma ex-voleibolista indoor brasileira que atuou na posição de  Levantadora , que servindo a Seleção Brasileira conquistou a medalha de prata no Campeonato Sul-Americano de 1987 no Uruguai e  foi semifinalista nos Jogos Pan-Americanos de Indianápolis no mesmo ano.Em clubes conquistou o vice-campeonato no Campeonato Sul-Americano de Clubes de 1987 na Bolívia, o tetracampeonato nesta competição nos anos de 1989,1990 , 1991 e 1992, além de ser medalhista de ouro em duas edições do Campeonato Mundial de Clubes, nos anos de 1991 e 1994, ambas  no Brasil.

## Carreira
Na temporada de 1985 estava vinculada ao Transbrasil /Pinheiros e alcançou o sétimo lugar na correspondente edição do Campeonato Brasileiro, na temporada seguinte continuou na equipe ainda comandada pelo técnico Inaldo Manta, sagrando-se tricampeã do Campeonato Paulista nos anos de 1985, 1986 e 1987, por  esta equipe alcançou também em 1987 o vice-campeonato na edição do Campeonato Sul-Americano de Clubes em  La Paz.
Ainda na temporada de 1987 foi convocada para a Seleção Brasileira para disputar a edição dos Jogos Pan-Americanos em Indianópolis, quando alcançou as semifinais e conquistou o quarto lugar, no mes seguinte atuou também pela seleção na edição do Campeonato Sul-Americano realizado em Punta del Este e conquistou a medalha de prata.
Depois atuou pela Sadia Esporte Clube desde sua criação em 1988, conquistando mais um tricampeonato consecutivamente  nos anos de 1988, 1989 e 1990 e sagrou-se tricampeã da Liga Nacional nas temporadas 1988-89, 1989-90 e 1990-91.
Pela equipe da Sadia EC sagrou-se tricampeã do Campeonato Sul-Americano de Clubes em Santiago, Chile, em 1989, outra conquista foi em Buenos Aires no ano de 1990 e na edição realizada em Ribeirão Preto, Brasil, em 1991 e também em 1991 conquistou a inédita medalha de ouro na edição referente do Campeonato Mundial de Clubes realizado em São Paulo, sob o comando do técnico Mauro Grasso.
Na sequência transferiu-se para o Colgate/São Caetanodisputou a edição do Campeonato Sul-Americano de Clubes de 1992 em São Caetano do Sul, no Brasil, ocasião que conquistou a medalha de ouroe alcançou o vice-campeonato do Campeonato Paulista de 1992e conquista quarto título nacional na Liga Nacional 1992-93.
Foi contratada pelo Leite Moça/Sorocaba para disputar a edição do Campeonato Mundial de Clubes de 1994, sediado em São Paulo, Brasil,  e conquistou o bicampeonato na competição, conquista que em 2014 foi relembrada e recebeu homenagem o patrocinador com as demais companheiras que estiveram presentes.

## Títulos e resultados
- Jogos Pan-Americanos;1987[6]
- Liga Nacional:1988-89,[11] 1989-90[11]e 1990-91[11]e 1992-93[11]
- Campeonato Paulista:1985,[3] 1986[3] e 1987,[3]1988,[3]1989[3] e,1990[3]
- Campeonato Paulista:1992[3]

## Premiações Individuais
[carece de fontes?]